# Tomșani (Vâlcea)
Tomşani è un comune della Romania di 4 087 abitanti, ubicato nel distretto di Vâlcea, nella regione storica della Oltenia. 
Il comune è formato dall'unione di 8 villaggi: Băltăteni, Bogdănești, Chiceni, Dumbrăvești, Foleștii de Jos, Foleștii de Sus, Mirești, Tomșani.